# QT间期
QT间期是描述心电图波形中，Q波开始到T波结束的时间，該電位變化時間近似于从心室开始收缩到结束舒张的时间。QT间期過長或過短可能代表心律异常和心源性猝死的风险較高。可能造成QT间期异常的原因包含遗传疾病（如长QT综合症）、药物（如索他洛尔或替洛利生）、血液電解質失衡（如低钾血症）或激素失衡（如甲状腺功能减退症）等。

## 测量
QT间期最常在II导联中测量，用于评估系列心电图，I和V5导联是II导联的可比替代品。通常避免使用导联III、aVL和V1来测量QT间期。QT间期的准确测量是主观的，因为T波的末端并不总是明确定义，通常会逐渐与基线融合。心电图复合波中的QT间期可以通过不同的方法手动测量，例如阈值法，其中T波的终点由T波的分量与等电基线合并的点或切线法确定，其中T波的终点由从最大下坡点处的T波外推到等电基线的切线的交点确定。
随着具有同时12通道记录的数字心电图的可用性增加，QT测量也可以通过“叠加中位搏动”方法完成。在叠加中位心搏法中，为12条导联中的每条导联构建中位ECG复合波。12个中位心搏相互叠加，QT间期是从Q波的最早开始到T波的最新偏移量或从Q波开始的最大收敛点到T波偏移量测量的。

## 心率校正
QT间期随心率而变化，随着心率的增加，QT间期缩短。这些变化使得比较在不同心率下测量的QT间期变得更加困难。考虑到这一点，从而提高QT测量的可靠性，可以使用各种数学公式对QT间期进行心率（QTc）校正，该过程通常由现代心电图记录仪自动执行。

### 巴泽特公式
最常用的QT校正公式是巴泽特公式（Bazett's formula），該公式以得名自英國生理学家亨利·库斯伯特·巴泽特（Henry Cuthbert Bazett），计算心率校正的QT间期（QTcB）。
巴泽特的公式是基于1920年的一项研究的观察结果。巴泽特的公式通常以返回QTc的形式给出，该QTc以量綱可疑的单位（秒的平方根）为单位。巴泽特公式的数学正确形式是：{\displaystyle QTc_{B}={QT \over {\sqrt {RR \over 1{\text{ s}}}}}}
其中QTcB是针对心率校正的QT间期，RR是从一个QRS波群开始到下一个QRS波群开始的间隔。这个数学上正确的公式以与QT相同的单位返回QTc，通常为毫秒。
在该公式的一些流行形式中，假设QT以毫秒为单位测量，而RR以秒为单位测量，通常从心率（HR）推导出为60/HR。因此，结果将以每平方根毫秒的秒数为单位。但是，使用此公式报告QTc会产生“关于测量原始QT和RR的单位的要求”。
在这两种形式中，巴泽特的非线性QT校正公式通常被认为是不准确的，因为它在高心率时过度校正，而在低心率时校正不足。巴泽特校正公式是最适合新生儿的QT校正公式之一。

### 弗里德里西亚公式
弗里德里西亚提出了一种使用RR的立方根的替代校正公式：{\displaystyle QTc_{F}={QT \over {\sqrt[{3}]{RR \over 1{\text{ s}}}}}}

### 萨吉公式
弗雷明汉校正公式（Framingham correction），又稱為萨吉公式（Sagie's formula）。該公式源自於弗雷明汉心脏研究，使用了超过5000名受试者的长期队列数据，被认为是一种更好的方法。
{\displaystyle QTlc=1000\left({\frac {QT}{1000}}+0.154(1-RR)\right)}
同样，这里QT和QTlc以毫秒为单位，而RR以秒为单位。